# La Bertrana
|  | Per a altres significats, vegeu «la Bertrana (les Preses)». |

La Bertrana és un conjunt agrícola a poc menys d'un km al sud-oest del nucli de l'Esquirol (Osona). Mas d'antiga tradició que fou fins al segle xviii el mas que emparava l'església de Sta. Maria de Corcó, és a dir era la seu dels feligresos de les rodalies. Al segle xviii deixa de ser-ho perquè es traslladà la parroquial al nou nucli de l'Esquirol. En el fogatge de la parròquia i terme de Corcó de 1553 trobem a Bartomeu Bertran habitant del mas. Durant el segle xviii el mas s'amplià i es reformà. No obstant, encara conserva el regust d'antiga pairalia. El segle xix fou objecte de noves reformes com indica el portal de l'horta: "CONSTRUIDO POR FRAN 1870 CO BERTRANA Y ALIBES".

## Masia
Masia de planta rectangular coberta a dues vessants. El portal es troba orientat a llevant, és adovellat i descentrat del cos de l'edificació. A la part esquerra hi ha una eixida a nivell del primer pis, el portal té la llinda decorada. A migdia s'hi obren galeries d'arc de mig punt. Hi ha un mur que envolta la casa i dos portals que tanquen la lliça, un a tramuntana i l'altre a migdia. Hi ha també un recinte que tanca l'horta amb un portal d'arc rebaixat a la banda de tramuntana. La casa té diversos masoveries. L'estat de conservació és bo. El material constructiu bàsic és la fusta, la casa és habitada pels propietaris.
Relleu de pedra que emmarca una aixeta de la cuina. Presenta una forma rectangular amb motllures a la part superior i amb un petit bordó a la resta del rectangle. Al centre sobresurt un rostre de forma ovalada, dibuixant i resseguint els ulls, el nas i la boca, de la qual sobresurt una aixeta de llautó. Són dignes de ressaltar els cabells, molt rinxolats, que presenten un relleu més baix.
Conserva una imatge de la Puríssima Concepció, segons sembla provinent de la capella del mas la Orra de Sant Boi de Lluçanès.

## Capella
Capella de nau única sense absis i amb una capelleta al darrere de l'altar. El presbiteri és marcat. Coberta amb volta quadripartita i dividida en dos trams. La façana és orientada a ponent i l'absis a llevant. Està annexionada al cos de la casa. El portal és rectangular amb la llinda decorada, al damunt hi ha un òcul, el capcer és triangular, culminat per un campanar d'espadanya amb campana i datat de 1932. És construïda de pedra i arrebossada al damunt; té decoració d'estuc. L'interior és decorat amb pintures. L'estat de conservació és força bo.